# Kempiola shankari
Kempiola shankari är en insektsart som beskrevs av Sinha, K.M. och Agarwal 1977. Kempiola shankari ingår i släktet Kempiola och familjen syrsor. Inga underarter finns listade i Catalogue of Life.